# Solovox
Solovox är ett klaviaturinstrument (keyboard) omfattande 3 oktaver, använt som komplement till exempelvis ett piano, där det appliceras under tangentbordet. Pianisten kan då med valfri hand använda båda manualerna och med Solovox frambringa toner av längre varaktighet än pianots. "The Hammond Solovox keyboard" tillverkades under 1940-talet. Instrumentet har ersatts av andra konstruktioner.